# 10th and Wolf
Pour plus de détails, voir Fiche technique et Distribution.
10th and Wolf est un film américain réalisé par Robert Moresco, sorti en 2006. 

## Synopsis
Tom, fils et neveu de membres de la mafia, s'est engagé chez les Marines. Il se retrouve contraint, pour protéger son frère et son cousin, d'infiltrer un gang.

## Fiche technique
- Titre : 10th and Wolf
- Réalisation : Robert Moresco
- Scénario : Robert Moresco et Allan Steele
- Photographie : Alex Nepomniaschy
- Musique : Aaron Zigman
- Format : Couleurs
- Société de production : Suzanne DeLaurentiis Productions
- Pays d'origine :  États-Unis
- Genre : Policier, drame, thriller
- Durée : 107 minutes
- Dates de sortie :
  -  États-Unis : 18 août 2006
  -  France :

## Distribution
- James Marsden : Tommy
- Giovanni Ribisi : Joey
- Brad Renfro : Vincent
- Piper Perabo : Brandy
- Dennis Hopper : Matty Matello
- Brian Dennehy : Agent Horvath
- Lesley Ann Warren : Tina
- Leo Rossi : Agent Thornton
- Dash Mihok : Junior
- Tommy Lee : Jimmy Tattoo
- Francesco Salvi : Luciano Reggio
- Val Kilmer : Murtha
- John Capodice : Sipio
- Billy Gallo : Provenzano
- Ken Garito : Willy